# Tomești (Timiș)
Pour les articles homonymes, voir Tomești.
Tomești (en hongrois : Tamásd) est une commune du județ de Timiș en Roumanie.